# Laluk
Laluk (in persiano للوك‎) è un villaggio dell'Iran, situato nella provincia di Babol.